# وزارة الشباب والرياضة (الجزائر)
وزارة الشباب والرياضة مكلفة بالأنشطة الرياضية الشبانية الفردية والجماعية والمدرسية والجامعية، وتكوين الأطر وتنظيم الجمعيات الوطنية والمحلية، وبناء المنشآت لأنواع الرياضات، يترأسها السيد عبد الرزاق سبقاق .

## المهام
تهدف الوزارة إلى وضع وتنفيذ السياسات والخطط والبرامج اللازمة لإنجاز المهام المناطة بها , استناداً إلى دستور والقوانين والسياسة العامة للدولة وخطط التنمية الاقتصادية والاجتماعية، وتتولى على وجه الخصوص المهام التالية :
- تجميع طاقات الشباب حول أهداف الثورة والمبادئ العامة للدولة وتكريس قيم ومفاهيم الوحدة الوطنية.
- دعم القيم الخلقية والروحية وتنمية روح الولاء للوطن والحفاظ على الممتلكات العامة.
- النهوض بالشباب : رياضياً واجتماعياً وثقافياً وإبراز دورة في أداء واجباته.
- خلق حركة رياضية يمنية متطورة وتوسيع قاعدتها لتشمل كامل البلاد لتكون قادرة على تمثيل الوطن بشكل مشرف وفي كافة المحافل العربية والقارية والدولية.
- بناء المنشآت الشبابية والرياضية وتوفير الإمكانيات اللازمة لها بما يكفل يكفل تحقيق الأهداف المرجوة منها.
- تنمية روح الأخوة والتعاون والصداقة بين بلادنا والبلدان الشقيقة والصديقة من خلال اللقاءان الشبابية والرياضية.

تقوم الوزارة في سبيل تحقيق أهدافها المنصوص عليها في المادة السابقة بمباشرة المهام التالية :
- وضع مشروعات القوانين والنظم والقرارات في مجال نشاط الوزارة ومتابعة تنفيذها واتخاذ الإجراءات القانونية عند مخالفتها.
- إعداد مشروعات خطة النشاط الشبابي والرياضي في إطار الخطة العامة للتنمية الاقتصادية والاجتماعية للدولة وإعداد البرامج اللازمة للتنفيذ.
- الإشراف المالي والإداري والفني على الهيئات الأهلية التابعة للوزارة باعتبارها هيئات تنفيذية لمهام الوزارة.
- العمل على تطوير الهيئات الأهلية التابعة للوزارة ودعمها والسعي المستمر بها نحو المستوى المنشود دولياً في مجال التنظيم والإدارة.
- وضع وتنفيذ البرامج اللازمة لرفع كفاءات الشباب وقدراتهم في نطاق مهام الوزارة وذلك بالتنسيق مع الهيئات الشبابية والرياضية ذات الاختصاص وبالتعاون والتنسيق مع الوزارات والمؤسسات ذات العلاقة بمجال التربية والرعاية.
- تنمية العلاقات الخارجية والتعاون الفني مع الدول والمنظمات العربية والإسلامية والإقليمية والاستفادة منها في تطوير أنشطة الوزارة.
- إعداد الدراسات والبحوث الهادفة إلى تطوير القطاع الشبابي والرياضي.
- تحديد احتياجات الوزارة من القوى العاملة في كافة المجالات والمهارات والمستويات ومتابعة توفيرها.
- إعداد تقارير سنوية عن نشاط الوزارة ومستوى تنفيذ قرارات وأوامر مجلس الوزراء حسب النموذج المعد لذلك.

## الوزراء
| الترتيب                                                                                | الصورة | الاسم (الميلاد- الوفاة)          | تاريخ العهدة   | تاريخ العهدة             | الحكومة                                             | ملاحظات |
| -------------------------------------------------------------------------------------- | --- | -------------------------------- | -------------- | ------------------------ | --------------------------------------------------- | --- |
| 1                                                                                      | | عبد العزيز بوتفليقة (1937 -2021) | 27 سبتمبر 1962 | 18 سبتمبر 1963           | حكومة بن بلة الأولى                                 | أول من تقلد الوزارة بعد استقلال الجزائر حمل حقيبة وزير الشباب والرياضة والسياحة (السن عند تولي المنصب: 25 سنةً) |
| 1                                                                                      | في 4 سبتمبر 1963 عين عبد العزيز بوتفليقة وزيرا للشؤون الخارجية مع احتفاظه بحقيبة الشباب والرياضة والسياحة | عبد العزيز بوتفليقة (1937 -2021) | 27 سبتمبر 1962 | 18 سبتمبر 1963           | حكومة بن بلة الأولى                                 | |
|                                                                                        | | شريف بلقاسم (1930 - 2009)        | 18 سبتمبر 1963 | 2 ديسمبر 1964            | حكومة بن بلة الثانية                                | وزير التوجيه الوطني (السن عند تولي المنصب: 33 سنةً)                                                             |
| صادق بتال (1922 - 2013)                                                                | كاتب الدولة لدى وزير التوجيه الوطني مكلف بالشبيبة والرياضة (السن عند تولي المنصب: 41 سنةً)                 |                                  | 18 سبتمبر 1963 | 2 ديسمبر 1964            | حكومة بن بلة الثانية                                | |
| 2                                                                                      | | صادق بتال (1922 - 2013)          | 2 ديسمبر 1964  | 19 يونيو 1965            | حكومة بن بلة الثالثة                                | وزير الشباب والرياضة (السن عند تولي المنصب: 42 سنةً)                                                            |
| لا وجود للحقيبة الوزارية في حكومة بومدين الأولى                                        | |                                  |                |                          |                                                     | |
| 3                                                                                      | | عبد الكريم بن حمود (-)           | 10 يوليو 1965  | 21 يوليو 1970            | حكومة بومدين الثانية                                | وزير الشباب والرياضة (السن عند تولي المنصب: )                                                                  |
| 4                                                                                      | | عبد الله فاضل (-)                | 21 يوليو 1970  | 23 أبريل 1977            | حكومة بومدين الثالثة                                | وزير الشباب والرياضة (السن عند تولي المنصب: )                                                                  |
| 5                                                                                      | | جمال حوحو (-)                    | 23 أبريل 1977  | 8 مارس 1979              | حكومة بومدين الرابعة                                | وزير الشباب والرياضة (السن عند تولي المنصب: )                                                                  |
| 5                                                                                      | 8 مارس 1979                                                                                               | جمال حوحو (-)                    | 15 يوليو 1980  | حكومة عبد الغاني الأولى  | وزير الرياضة (السن عند تولي المنصب: )               | |
| 5                                                                                      | 15 يوليو 1980                                                                                             | جمال حوحو (-)                    | 12 يناير 1982  | حكومة عبد الغاني الثانية | وزير الشباب والرياضة (السن عند تولي المنصب: )       | |
| 6                                                                                      | | عبد النور بقة (-)                | 12 يناير 1982  | 22 يناير 1984            | حكومة عبد الغاني الثالثة                            | وزير الشباب والرياضة (السن عند تولي المنصب: )                                                                  |
| 7                                                                                      | | كمال بوشامة (1943-)              | 22 يناير 1984  | 18 فبراير 1986           | حكومة الإبراهيمي الأولى                             | وزير الشباب والرياضة (السن عند تولي المنصب: 41 سنةً)                                                            |
| 7                                                                                      | 18 فبراير 1986                                                                                            | كمال بوشامة (1943-)              | 17 سبتمبر 1987 | حكومة الإبراهيمي الثانية | وزير الشباب والرياضة (السن عند تولي المنصب: 43 سنةً) | |
| 8                                                                                      | | عبد الحق رفيق برارحي (-)         | 17 سبتمبر 1987 | 9 نوفمبر 1988            | حكومة الإبراهيمي الثانية                            | وزير الشباب والرياضة (السن عند تولي المنصب: )                                                                  |
| 9                                                                                      | | شريف رحماني (1945-)              | 9 نوفمبر 1988  | 9 سبتمبر 1989            | حكومة مرباح                                         | وزير الشباب والرياضة (السن عند تولي المنصب: 43 سنةً)                                                            |
| 10                                                                                     | | عبد القادر بوجمعة (-)            | 9 سبتمبر 1989  | 25 يوليو 1990            | حكومة حمروش الأولى                                  | وزير الشبيبة (السن عند تولي المنصب: )                                                                          |
| 10                                                                                     | 25 يوليو 1990                                                                                             | عبد القادر بوجمعة (-)            | 18 يونيو 1991  | حكومة حمروش الثانية      | وزير الشبيبة (السن عند تولي المنصب: )               | |
| 11                                                                                     | | ليلى عسلاوي (-)                  | 18 يونيو 1991  | 16 أكتوبر 1991           | حكومة غزالي الأولى                                  | وزير الشبيبة والرياضة (السن عند تولي المنصب: )                                                                 |
| 11                                                                                     | 16 أكتوبر 1991                                                                                            | ليلى عسلاوي (-)                  | 22 فبراير 1992 | حكومة غزالي الثانية      | وزير الشبيبة (السن عند تولي المنصب: )               | |
| 11                                                                                     | 22 فبراير 1992                                                                                            | ليلى عسلاوي (-)                  | 19 يوليو 1992  | حكومة غزالي الثالثة      | وزير الشبيبة (السن عند تولي المنصب: )               | |
| 12                                                                                     | | عبد القادر خمري (-)              | 19 يوليو 1992  | 21 أغسطس 1993            | حكومة عبد السلام                                    | وزير الشباب والرياضة (السن عند تولي المنصب: )                                                                  |
| 13                                                                                     | | سيد علي لبيب (-)                 | 21 أغسطس 1993  | 11 أفريل 1994            | حكومة مالك                                          | وزير الشباب والرياضة (السن عند تولي المنصب: )                                                                  |
| 13                                                                                     | 11 أفريل 1994                                                                                             | سيد علي لبيب (-)                 | 25 أكتوبر 1995 | حكومة سيفي الأولى        | وزير الشباب والرياضة (السن عند تولي المنصب: )       | |
| بعد تنحية سيد علي لبيب في 25 أكتوبر 1995 بقيت الوزارة (: شهرًا واحدًا ويومان) بدون وزير. | |                                  |                |                          |                                                     | |
| -                                                                                      | | محمد العيشوبي (1948-)            | 27 نوفمبر 1995 | 31 ديسمبر 1995           | حكومة سيفي الثانية                                  | وزير العمل والحماية الاجتماعية، مكلف بالنيابة وزير الشبية والرياضة (السن عند تولي المنصب: 47 سنةً)              |
| 14                                                                                     | | مولدي عيساوي (1946-)             | 5 يناير 1996   | 10 جوان 1997             | حكومة أويحيى الأولى                                 | وزير الشباب والرياضة (السن عند تولي المنصب: 50 سنةً)                                                            |
| 15                                                                                     | | محمد عزيز درواز (1950-)          | 24 جوان 1997   | 14 ديسمبر 1998           | حكومة أويحيى الثانية                                | وزير الشباب والرياضة (السن عند تولي المنصب: 47 سنةً)                                                            |
| 15                                                                                     | 14 ديسمبر 1998                                                                                            | محمد عزيز درواز (1950-)          | 23 ديسمبر 1999 | حكومة حمداني             | وزير الشباب والرياضة (السن عند تولي المنصب: 48 سنةً) | |
| 16                                                                                     | | عبد المالك سلال (1948-)          | 23 ديسمبر 1999 | 26 أوت 2000              | حكومة بن بيتور                                      | وزير الشباب والرياضة (السن عند تولي المنصب: 51 سنةً)                                                            |
| 16                                                                                     | 26 أوت 2000                                                                                               | عبد المالك سلال (1948-)          | 31 مايو 2001   | حكومة بن فليس الأولى     | وزير الشباب والرياضة (السن عند تولي المنصب: 52 سنةً) | |
|                                                                                        | |                                  |                |                          |                                                     | |

## وصلات داخلية
- الرياضة في الجزائر

## وصلات خارجية
- وزارة الشبيبة والرياضة الجزائرية
- فتتاح المتحف الأولمبي الجزائري
- جريدة الهداف الرياضية (أخبار الرياضة الجزائرية)